# Pervomàiskoie (Vísselki)
Pervomàiskoie - Первомайское (rus) - és un khútor que pertany a la stanitsa de Vísselki (krai de Krasnodar, Rússia). Es troba a la vora dreta del riu Beissug. És a 10 km al sud de Vísselki i a 88 km al nord-est de Krasnodar.